# Wikimedia Commons
Wikimedia Commons – jeden z siostrzanych projektów Wikimedia Foundation utworzony jako magazyn ilustracji, zdjęć i plików multimedialnych dla wszystkich wersji językowych Wikipedii i projektów Wikimedia Foundation.
Serwis podzielony jest na kategorie i pojedyncze ilustracje, zdjęcia i inne pliki. Istnieje wiele wersji językowych, w tym w języku polskim. Zarejestrowany użytkownik może zmienić w ustawieniach język na wybrany przez siebie.
Pomysł powołania do życia Wikimedia Commons narodził się w marcu 2004 roku. Głównym celem istnienia projektu było stworzenie wspólnego repozytorium mediów, aby wyeliminować dotychczasową konieczność dublowania tych samych danych w różnych projektach Wikimedia Foundation i ich wersjach językowych. Wikimedia Commons zostało uruchomione 7 września 2004. Każdy może tu publikować pliki na jednej z dozwolonych wolnych licencji, jak np. CC-BY-SA, czy GFDL, lecz musi być zarejestrowany i zalogowany.
16 kwietnia 2011 roku osiągnięto liczbę 10 milionów hostowanych plików. Dziesięciomilionowym plikiem okazało się zdjęcie platformy obserwacyjnej ptactwa wodnego znajdującej się nad jeziorem Lipno. W 2022 roku repozytorium dysponowało ponad 80 milionami plików.